# ستيفن هاريس
ستيفن هاريس (باللاتينية Stephen L. Harris) أستاذ قسم الإنسانيات والدراسات الدينية في جامعة ولاية كاليفورنيا، ساكرامنتو، وزميل في مؤسسة وستار وزميل سابق في الحلقة الدراسية عن عيسى، ومؤلف عدد كبير من الكتب خاصة كتب تقديم لعلماء الدين في الجامعات العامة.
يقول كتابه فهم البيبل Understanding the Bible إنه أكثر الكتب مبيعا كدليل غير طائفي لطلاب السنة الأولى للكتاب المقدس في الولايات المتحدة. ويغطي الكتب كل كتب الكتاب المقدس معتمدا على طريقة النقد التاريخي.

## كتبه
- Understanding the Bible
- The Old Testament: An Introduction to the Hebrew Bible
- The New Testament: A Student’s Introduction
- Fire and Ice: The Cascade and Mono Lake Volcanoes
- Agents of Chaos: Earthquakes, Volcanoes, and Other Geologic Hazards
- Restless Earth (National Geographic Books)
- Chapter on “Archaeology and Volcanism” in the new Encyclopedia of Volcanoes

## وصلات خارجية
- http://www.westarinstitute.org/Fellows/Harris/harris.html
- http://www.csus.edu/org/emeritus/WhatYouDoingFiles/SteveHarris-2005-12.htm
- http://www.stephenharrisauthor.com/